# Cladosporium gynoxidicola
Cladosporium gynoxidicola är en svampart som beskrevs av Petr. 1948. Cladosporium gynoxidicola ingår i släktet Cladosporium och familjen Davidiellaceae.   Inga underarter finns listade i Catalogue of Life.